# Domenico Lo Jucco
Domenico Lo Jucco (Napoli, 13 ottobre 1948) è un politico e manager italiano.

## Biografia

### Famiglia e studi
Figlio di Giacomo Lo Jucco, diplomatico in Grecia, Libia e Francia, e di Mariella Rodinò di Miglione, è primogenito di quattro figli Manfredi (1951), Maria Rita (1953) e Palma (1954).
Nel 1962 frequenta il Ginnasio presso l’Istituto De Merode di Roma ed il Liceo classico presso il Collegio Navale F. Morosini di Venezia
Completa gli studi diplomandosi presso il Liceo Italiano di Parigi nel 1968 dopo aver seguito la sua famiglia in Francia.
Nel 1973 si laurea in Scienze politiche  all’Università ‘La Sapienza’ di Roma con il Prof. Aldo Moro.
Espleta gli obblighi di leva in qualità di Sottotenente dell’Arma Aeronautica – ruolo Servizi, dopo il corso AUC presso la Scuola di Guerra aerea di Firenze nel 1972.

### Attività professionali
Dal 1980 al 1994 lavora come dirigente d’azienda nel Gruppo Merloni di Fabriano e nel gruppo Fininvest, dove ha fondato il Master Publitalia in Comunicazione di Impresa nel 1988. Precedentemente era stato alla Breda Fucine Meridionali di Bari, del Gruppo EFIM

### Attività politica
Con la discesa in campo nella politica di Silvio Berlusconi, è stato uno dei fondatori di Forza Italia, contribuendo alla sua organizzazione sul territorio nazionale, con cui alle elezioni politiche del 1994 si candida alla Camera dei deputati, tra le sue liste nella circoscrizione Lombardia 2, risultando eletto deputato. Nella XII legislatura della Repubblica ha fatto parte della 11ª Commissione Lavoro pubblico e privato (1994; 1995), della 5ª Commissione Bilancio, tesoro e programmazione (1994-1995), della 4ª Commissione Difesa (1995-1996) e della delegazione italiana presso l'Assemblea parlamentare del Consiglio d'Europa e della UEO (1995-1996).
Alle elezioni politiche del 1996 viene rieletto deputato al Parlamento Italiano nella XIII legislatura, dove fa parte delle Commissioni parlamentari Difesa e Bilancio; viene nominato Sottosegretario di Stato al Ministero dell’Interno nel 1^ Governo Berlusconi.
Dal 1995 al 1996 gli viene affidato l’incarico di Amministratore Nazionale del partito di Forza Italia.

### Dopo la politica
Dopo la conclusione del suo impegno politico nel 2001, ha svolto attività di consulenza in strategie e sviluppo aziendali. Dal 2004 al 2007 è stato consigliere d'amministrazione presso l’IPSEMA, mentre da febbraio 2010 a novembre 2010 è stato amministratore delegato del gruppo Omega.

## Vita privata
Dopo il matrimonio a Taranto il 24 aprile 1976 con Emanuela Cuzzi (1951-2009), da cui nasce Jacopo (1981), sposa a Roma il 22 giugno 2017 Marina Bartolini (1957).

## Discendenza
|                            |                                                          |                            |                            |
|                            | Domenico capostipite = sp. Emanuela Cuzzi nel 1976       |                            |                            |
|                            |                                                          |                            |                            |
|                            |                                                          |                            |                            |
|                            | Jacopo sp. Adriana Presti (Messina 11 gen 1980) nel 2014 |                            |                            |
|                            |                                                          |                            |                            |
|                            |                                                          |                            |                            |
| Emanuele (Roma 2 mar 2016) | Emanuele (Roma 2 mar 2016)                               | Vittoria (Roma 3 apr 2019) | Vittoria (Roma 3 apr 2019) |

## Origini nobiliari
Famiglia appartenente all'antico patriziato di Taranto dove, nella chiesa di San Pietro Imperiale, ha fino dal 1616 il diritto di patronato di una cappella gentilizia, con diritto di sepoltura ed arme a vita: riconosciuta e riconfermata nella nobiltà di quella città con sovrano diploma 17 luglio 1793 di re Ferdinando IV di Borbone.
La famiglia Lo Jucco ha dato a Taranto tre sindaci, due durante il Regno delle due Sicilie (Cataldo nel 1804 e Francesco dal 1824 al 1826, poi dal 1832 al 1835, infine dal 1845 al 1849) ed uno durante il Regno d’Italia (Raffaele dal 25.11.1871 al 11.9.1874).
Il nonno, Domenico Lo Jucco,  nato a Napoli 12 aprile 1872, nobile di Taranto, era Cavaliere di Giustizia del Sacro Militare Ordine Costantiniano di San Giorgio, decorato della Croce "Pro Ecclesia et Pontefice".
La famiglia è imparentata per matrimonio con i d'Ayala-Valva, con i Ciampolini Aldobrandini, e con i Ferrara.
Della famiglia rimangono il palazzo nobiliare sito tra Piazza San Costantino e Via Duomo e quello in Largo Arcivescovado a Taranto, entrambi riportano lo stemma della famiglia con un’aquila coronata a due teste poggiata su un fascio di giunchi in campo azzurro.

## Albero Genealogico
|                             |                           |                                         | Genitori                                  |  |  | Nonni |  |  | Bisnonni          |  |  | Trisnonni          |  |
|                             |                           |                                         |                                           |  |  |       |  |  | Giuseppe Lo Jucco |  |  | Francesco Lo Jucco |  |
|                             |                           |                                         |                                           |  |  |       |  |  | Giuseppe Lo Jucco |  |  | Francesco Lo Jucco |  |
|                             |                           | Maddalena d'Ayala dei marchesi di Valva |                                           |  |  |       |  |  | Giuseppe Lo Jucco |  |  |                    |  |
| Domenico Lo Jucco           |                           |                                         |                                           |  |  |       |  |  | Giuseppe Lo Jucco |  |  |                    |  |
|                             |                           | Chiara Genzano-Ciampolini-Aldobrandini  | Luca nob. Genzano-Ciampolini-Aldobrandini |  |  |       |  |  |                   |  |  |                    |  |
|                             |                           | Chiara Genzano-Ciampolini-Aldobrandini  | Luca nob. Genzano-Ciampolini-Aldobrandini |  |  |       |  |  |                   |  |  |                    |  |
|                             |                           | Chiara Genzano-Ciampolini-Aldobrandini  | Mariantonia Politi-Oristanio              |  |  |       |  |  |                   |  |  |                    |  |
| Giacomo Lo Jucco            |                           | Chiara Genzano-Ciampolini-Aldobrandini  |                                           |  |  |       |  |  |                   |  |  |                    |  |
|                             |                           | Giacobbe De Sanctis                     | Cataldo De Sanctis                        |  |  |       |  |  |                   |  |  |                    |  |
|                             |                           | Giacobbe De Sanctis                     | Cataldo De Sanctis                        |  |  |       |  |  |                   |  |  |                    |  |
|                             |                           | Giacobbe De Sanctis                     | Anna Maria De Pace                        |  |  |       |  |  |                   |  |  |                    |  |
| Palmira De Sanctis          |                           | Giacobbe De Sanctis                     |                                           |  |  |       |  |  |                   |  |  |                    |  |
|                             |                           | Caterina Scarfoglio dei baroni Ferrara  | …                                         |  |  |       |  |  |                   |  |  |                    |  |
|                             |                           | Caterina Scarfoglio dei baroni Ferrara  | …                                         |  |  |       |  |  |                   |  |  |                    |  |
|                             |                           | Caterina Scarfoglio dei baroni Ferrara  | …                                         |  |  |       |  |  |                   |  |  |                    |  |
| Domenico Lo Jucco           |                           | Caterina Scarfoglio dei baroni Ferrara  |                                           |  |  |       |  |  |                   |  |  |                    |  |
|                             | Cesare Rodinò di Miglione | …                                       |                                           |  |  |       |  |  |                   |  |  |                    |  |
|                             | Cesare Rodinò di Miglione | …                                       |                                           |  |  |       |  |  |                   |  |  |                    |  |
|                             | Cesare Rodinò di Miglione | …                                       |                                           |  |  |       |  |  |                   |  |  |                    |  |
| Luigi Rodinò di Miglione    | Cesare Rodinò di Miglione |                                         |                                           |  |  |       |  |  |                   |  |  |                    |  |
|                             |                           | Maria Saveria Gironda di Canneto        | …                                         |  |  |       |  |  |                   |  |  |                    |  |
|                             |                           | Maria Saveria Gironda di Canneto        | …                                         |  |  |       |  |  |                   |  |  |                    |  |
|                             |                           | Maria Saveria Gironda di Canneto        | …                                         |  |  |       |  |  |                   |  |  |                    |  |
| Mariella Rodinò di Miglione |                           | Maria Saveria Gironda di Canneto        |                                           |  |  |       |  |  |                   |  |  |                    |  |
|                             |                           | Giacomo Dandolo                         | …                                         |  |  |       |  |  |                   |  |  |                    |  |
|                             |                           | Giacomo Dandolo                         | …                                         |  |  |       |  |  |                   |  |  |                    |  |
|                             |                           | Giacomo Dandolo                         | …                                         |  |  |       |  |  |                   |  |  |                    |  |
| Antonia Dandolo             |                           | Giacomo Dandolo                         |                                           |  |  |       |  |  |                   |  |  |                    |  |
|                             |                           | Matilde Fanzago                         | …                                         |  |  |       |  |  |                   |  |  |                    |  |
|                             |                           | Matilde Fanzago                         | …                                         |  |  |       |  |  |                   |  |  |                    |  |
|                             |                           | Matilde Fanzago                         | …                                         |  |  |       |  |  |                   |  |  |                    |  |
|                             |                           | Matilde Fanzago                         |                                           |  |  |       |  |  |                   |  |  |                    |  |